# Шанець

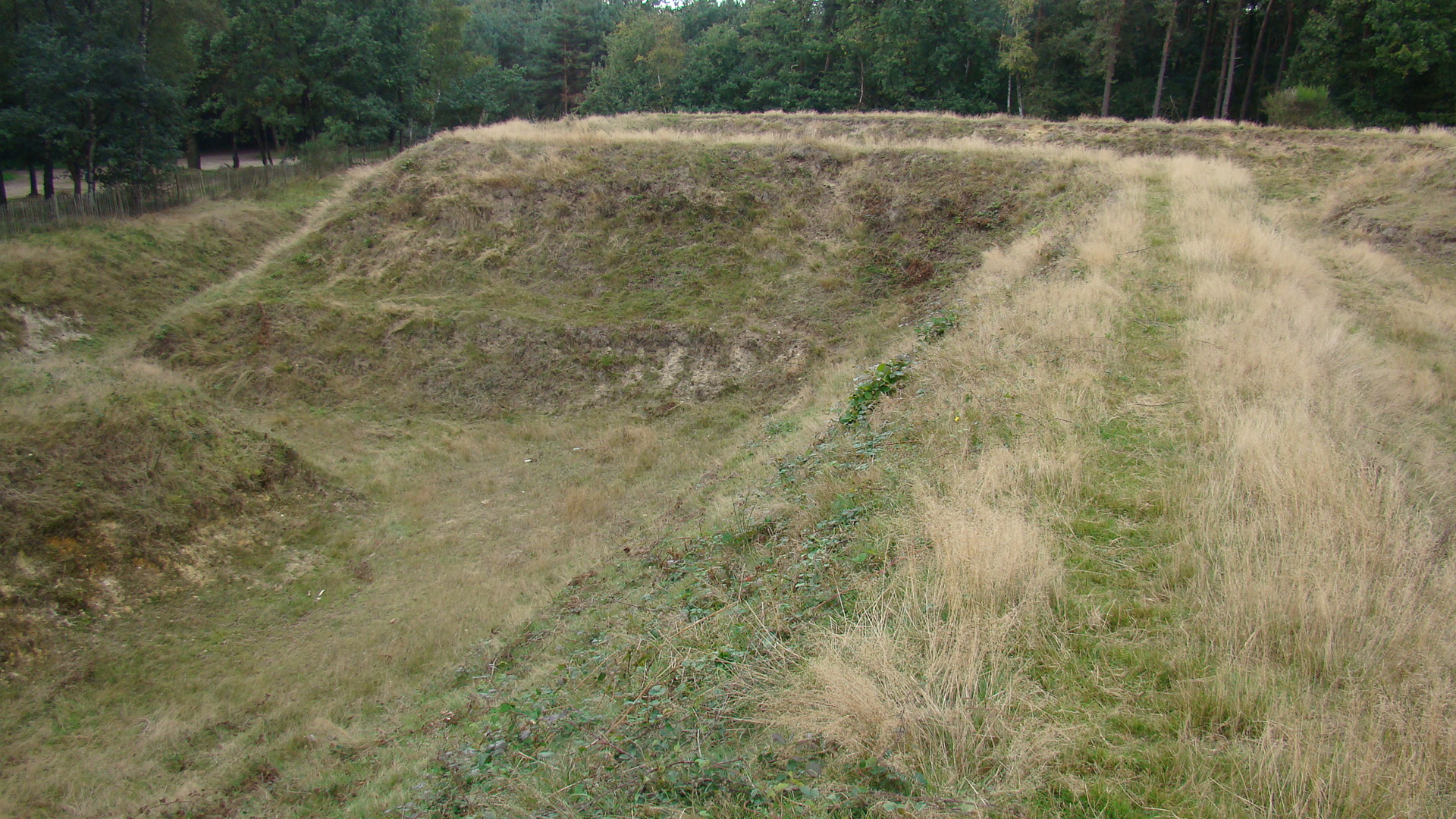
Англійський шанець 1627 року в Нідерландах

Ша́нець (нім. Schanze — «окоп», «укріплення») — земляна польова фортифікаційна споруда, яка слугує захистом від обстрілу станціонарної чи технічної артилерії, або уражень зі стрілецької зброї супротивника.
У ширшому значенні, шанці — це загальна назва польових та військових укріплень у Північній Європі з Пізнього середньовіччя до початку XIX століття. Зокрема, подібні укріплення набули поширення в часи громадянської війни в Англії в XVII столітті.
Складний шанець означав зімкнуте укріплення; штерншанець — укріплення, що має в плані зіркоподібну форму і т. д. 

## Козацькі шанці
Козаки першими використали метод викопування шанців, який виявився надійнішим способом захисту від стрілянини в степовій місцевості. Козацькі шанці складалися з окопів, ровів і ям, де козаки ховалися від обстрілу. Кожен козак мав мати при собі лопату-кирку, щоб навіть під час бою можна було спорудити шанець чи інше укріплення.